# Bukit Kayerya
Bukit Kayerya är ett berg i Indonesien.   Det ligger i provinsen Aceh, i den västra delen av landet, 1 600 km nordväst om huvudstaden Jakarta. Toppen på Bukit Kayerya är 73 meter över havet.
Terrängen runt Bukit Kayerya är platt.Runt Bukit Kayerya är det ganska glesbefolkat, med 47 invånare per kvadratkilometer. I omgivningarna runt Bukit Kayerya växer i huvudsak städsegrön lövskog.